# Pachytrina
Pachytrina is een geslacht van vlinders van de familie spinners (Lasiocampidae).

## Soorten
- P. crestalina Zolotuhin & Gurkovich, 2009
- P. diablo Zolotuhin & Gurkovich, 2009
- P. elygara Zolotuhin & Gurkovich, 2009
- P. flamerchena Zolotuhin & Gurkovich, 2009
- P. gliharta Zolotuhin & Gurkovich, 2009
- P. honrathii (Dewitz, 1881)
- P. okzilina Zolotuhin & Gurkovich, 2009
- P. ornata Zolotuhin & Gurkovich, 2009
- P. papyroides (Tams, 1936)
- P. philargyria (Hering, 1928)
- P. regeria Zolotuhin & Gurkovich, 2009
- P. rubra (Tams, 1929)
- P. trihora Zolotuhin & Gurkovich, 2009
- P. trilineata (Aurivillius, 1911)
- P. verba Zolotuhin & Gurkovich, 2009
- P. wenigina Zolotuhin & Gurkovich, 2009